# Simpang Kelayang
Simpang Kelayang is een bestuurslaag in het regentschap Indragiri Hulu van de provincie Riau, Indonesië. Simpang Kelayang telt 1831 inwoners (volkstelling 2010).